# Тильман, Фабиан
Фабиан Тильман (нем. Fabian Thylmann; род. 5 июня 1978 года) — немецкий бизнесмен, основатель конгломерата интернет-порнографии Manwin (ныне Aylo). В октябре 2013 года он продал свою долю в компании, которая на тот момент была крупнейшим оператором порнографии в мире. Активы оцениваются в 250 млн евро.

## Жизнь и карьера
Тильман родился в Ахене. Начал программировать, когда ему было 17 лет. В конце 1990-х годов разработал программное обеспечение под названием NATS (Программное обеспечение для отслеживания партнеров следующего поколения), позволяющее операторам веб-сайтов отслеживать клики пользователей по рекламным объявлениям и ссылкам, чтобы им можно было платить комиссию. На деньги, полученные от NATS, были куплены различные интернет-порнографические компании. В марте 2010 года им была основана глобальная интернет-компания Manwin, путём слияния компании Mensef и Interhub. Manwin купила Pornhub, YouPorn, RedTube, Brazzers, Twistys.com, Mofos и другие порносайты, потратив на это 140 млн долларов. Тилманн владел Digital Playground, «одной из крупнейших порностудий в мире». За пять лет он добился монополии в отрасли. Для расширения был взят кредит в размере 362 миллионов долларов США, вероятно при посредничестве двух бывших банкиров Goldman Sachs.

### Продажа Manwin
В 2012 году начались суды из-за репортажа в газете о Тильмане, как о короле порноиндустрии, в том числе Тильман подавал иск против журнала Шпигель.
В 2013 году Тильман ушел в отставку и продал Manwin за 73 миллиона евро.
После продажи Manwin Тилманн написал в письме сотрудникам:

С грустью в сердце я вынужден сообщить, что решил продать Manwin высшему руководству Manwin. Пожалуйста, поверьте мне, это решение было одним из самых трудных в нашей жизни как для моей жены, так и для меня. [...] И я, и Манвин находимся на этапе, когда я больше не могу приносить значительную пользу в меру своих способностей. Я надеюсь, что научил всех вас и руководство правильным ценностям, позволяющим продолжать работу компании наилучшим образом, и с нетерпением жду возможности следить за ее развитием.
В 2015 году участвовал в дебатах о секс-работе. В 2016 году Тилманн заявил в интервью, что не скучает по «адреналину» и обязанностям, связанным с управлением Manwin, отметив, что он работал над «веселыми расслабляющими проектами».

### Экстрадиция и обвинение
В 2012 году Тильман был экстрадирован из Бельгии в Германию по подозрению в уклонении от уплаты налогов. Его паспорт был конфискован. Он не оспаривал постановление об экстрадиции, но отрицал уклонение от уплаты налогов.
В 2015 году федеральный прокурор Кельна, Германия, предъявил Тильману обвинение в уклонении от уплаты налогов. Обвинения были сняты, когда он заплатил штраф 5 миллионов евро. Ранее Тильман заплатил 26,25 миллиона евро плюс проценты по соглашению с налоговыми органами. Отдельное дело о возможном уклонении от уплаты подоходного налога на сумму почти 650 000 евро было рассмотрено окружным судом города Ахен. В декабре 2016 года Тильман был приговорен региональным судом Ахена к одному году и четырём месяцам тюремного заключения с испытательным сроком за уклонение от уплаты налогов.
Сегодня он является владельцем клуба и ресторана в Кёльне, оператором коворкинга в Брюсселе, владельцем компании по управлению яхтами и прочего. В 2017 году он инвестировал в компанию, работающую в сфере медицинского каннабиса.